# 江油市第五涪江大桥
江油市第五涪江大桥简称涪江五桥，是中华人民共和国四川省绵阳市江油市境内连接涪江两岸的一座桥梁，位于江油市第三涪江大桥下游2公里处，是江油市南一环建设中的一项重要节点工程。该桥跨越让水河、涪江、西成客运专线和宝成铁路，连接绵江快速路、江彰大道、东环线。江油市第五涪江大桥于2018年4月7日通车。

## 大事记
- 2018年4月7日，江油市第五涪江大桥正式通车。[2]

## 结构
江油市第五涪江大桥全长776米，其中主桥长310米，引桥长466米，通行面宽30米。桥梁设计道题等级为城市主干路II级，地震基本设防烈度VII度，地震动峰值加速度0.10g，设计荷载为公路I级，设计安全等级一级，设计基准期为100年。

## 设计
江油市第五涪江大桥是一座独塔斜拉桥。作为展现江油市李白文化的一个窗口，因此桥塔设计为一座樽，出自李白《行路难》诗：“金樽清酒斗十千”。根据规划，该项目的实施，将实现江油河西片区组团、合江公园、彰明片区组团的相互贯通，因此建成后周围建筑物密集。桥梁构筑物力求与环境的融合，经对斜拉桥、拱桥、悬索桥的比较后，由于独塔斜拉桥方案高耸入云的桥塔可使得本桥凸现于建筑物群体之中，会成为本市地标性建筑，因此桥型方案选定为独塔斜拉桥。